# جيمي بورنس (مغني)
جيمي بورنس (بالإنجليزية: Jimmy Burns)‏ هو مغني وكاتب أغاني أمريكي، ولد في 27 فبراير 1943 في Dublin, Mississippi ‏ في الولايات المتحدة.

## وصلات خارجية
- جيمي بورنس على موقع IMDb (الإنجليزية)
- جيمي بورنس على موقع ميوزك برينز (الإنجليزية)
- جيمي بورنس على موقع ديسكوغز (الإنجليزية)